# Theodore Low De Vinne

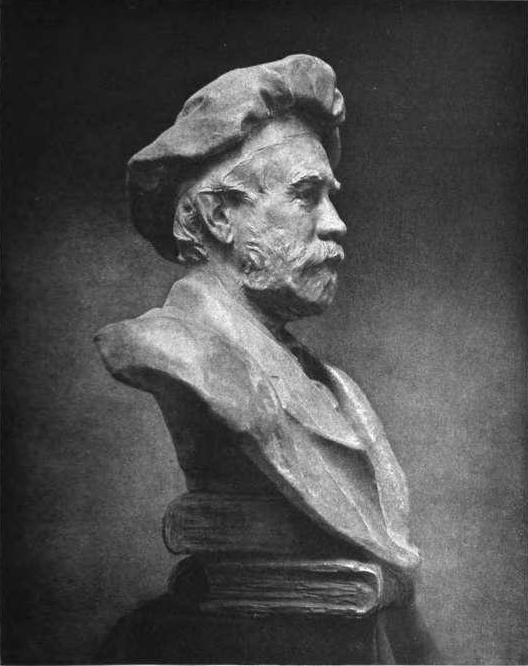
Büste von Theodore Low de Vinne, gefertigt von Chester A. Beach

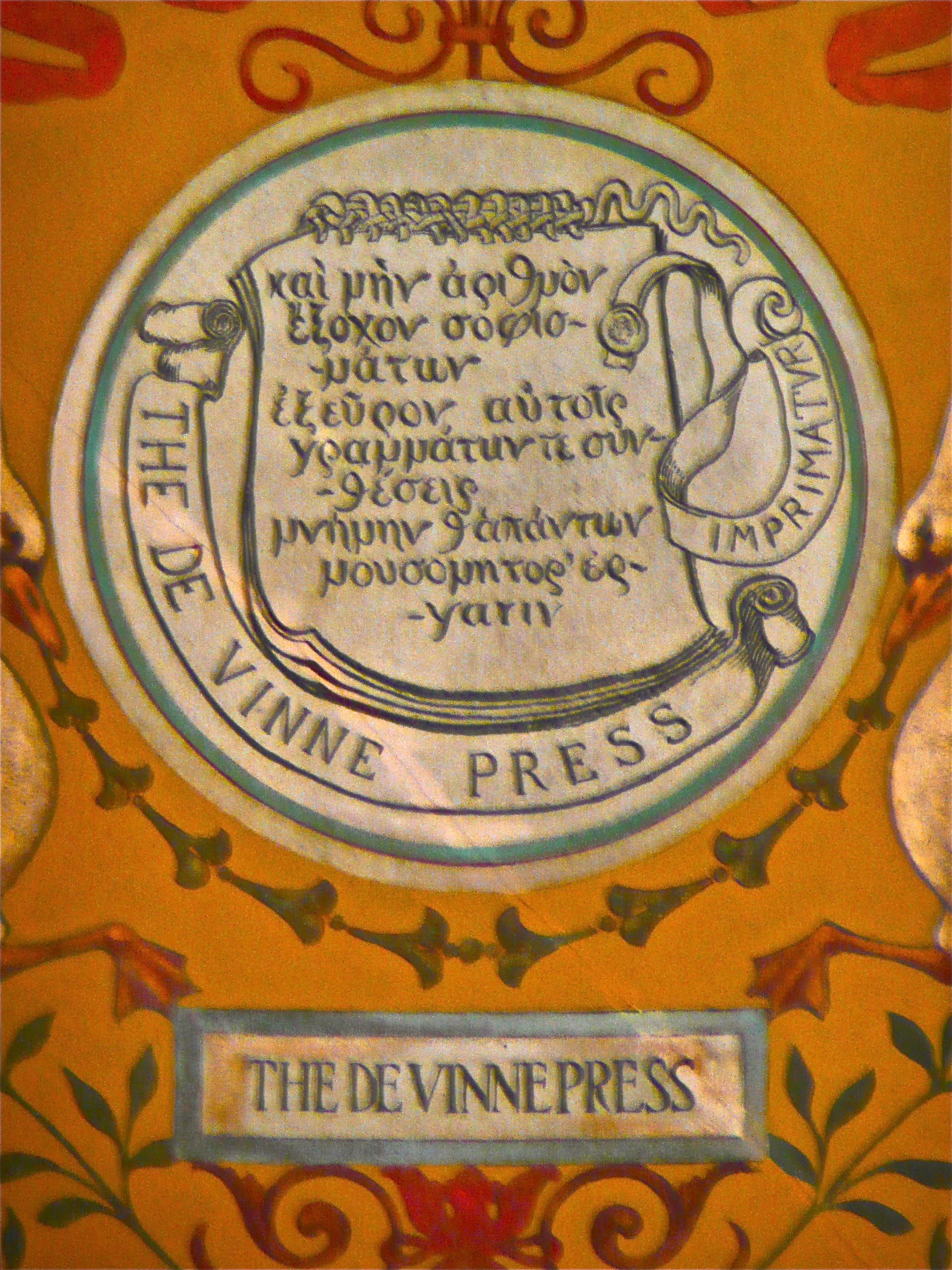
Die De Vinne Press Druckermarke, Thomas Jefferson Building, Library of Congress

Theodore Low De Vinne (* 25. Dezember 1828 in Stamford, Connecticut; † 16. Februar 1914 in New York City) war ein US-amerikanischer Unternehmer, Drucker, Typograph und Bibliophiler.

## Leben
De Vinne war Sohn eines Pfarrers und besuchte die öffentlichen Schulen der verschiedenen Städte, in denen sein Vater wirkte. Zunächst war er beschäftigt in einem Geschäft in Fishkill und eignete sich dabei alle Fähigkeiten eines Druckers an. Danach war er bei der Zeitung »Gazette« in Newburgh und zog dann nach New York City. Im Jahr 1849 trat er in die Firma von Francis Hart ein, wurde 1858 Partner und übernahm 1883 diese Firma, die er 1886 umbenannte in Theodore L. Devinne & Co. und zu einem Musterbetrieb neu errichtete am Lafayette Place, wo die Gebäude noch bestehen.
De Vinne beauftragte Linn Boyd Benton und entwarf mit diesem die später erfolgreiche Schriftart Century Roman, die vor allem das Century Magazine benutzte und das seine Firma druckte. Für den Einsatz auf der eigenen Presse beauftragte er die Firma von Ottmar Mergenthaler, die Mergenthaler Linotype Company die Schriftart De Vinne, eine aktualisierte Elzevir, benannt nach Bonaventura Elsevier, die der Französischen Renaissance-Antiqua entsprach, zu entwickeln. Sie wurde in der Bruce Schriftgießerei ein großer Erfolg. Allerdings stellt seine Biographin Irene Tichenor fest, dass die private Korrespondenz von De Vinne zeigt, dass er nicht eng an der Gestaltung der De Vinne beteiligt war und er letztlich etwas unglücklich darüber war.
Er war einer der neun Männer, die den Grolier Club mitbegründeten, er war Drucker für den Club in den ersten beiden Jahrzehnten seines Bestehens. Er war auch einer der Gründer und der erste Präsident des United Typothetae von Amerika, ein Vorläufer der Printing Industries of America.

## Werke (englisch)
Als produktiver Autor in der Zeitschrift »Druck Fachpresse« war De Vinne auch verantwortlich für eine Reihe von Büchern über die Geschichte und Praxis des Druckens.
- The invention of printing; a collection of facts and opinions descriptive of early prints and playing cards, the block-books of the fifteenth century, the legend of Lourens Janszoon Coster, of Haarlem, and the work of John Gutenberg and his associates. Publisher: Francis Hart,  New York, 1876
  - Eine Untersuchung der Ansprüche von Laurens Coster, dem Erfinder des Buchdrucks mit beweglichen Lettern, und die Verleihung der Ehren zu Gunsten Johannes Gutenberg
- A printer's paradise, the Plantin-Moretus Museum at Antwerp. Published in: The Century. Illustrated Monthly Magazine May 1888 to October 1888.
- Historic Printing Types (1886)
- Plain Printing Types (1900)  (The Practice of Typography, v.1)
- Correct Composition (1901)  (The Practice of Typography, v. 2)
- A Treatise on Title-Pages (1902)  (The Practice of Typography, v.3)
  - Eine Überarbeitung seiner früheren A Treatise on Title-Pages (Grolier Club, 1901)
- Modern Methods of Book Composition (1904)  (The Practice of Typography, v.4)
- Notable Printers of Italy during the Fifteenth Century (1910)
- Veröffentlichungen von De Vinne im Internet Archive – online
- The library of the late Theodore Low De Vinne. Sale No.1455. On Public Exhibition at The Anderson galleries, New York (1920)